# هنری آنچوئه
هنری آنچوئه (انگلیسی: Henri Antchouet؛ زادهٔ ۲ اوت ۱۹۷۹) بازیکن فوتبال اهل گابن است.
وی همچنین در تیم ملی فوتبال گابن بازی کرده‌است.